# Olaf Malolepski

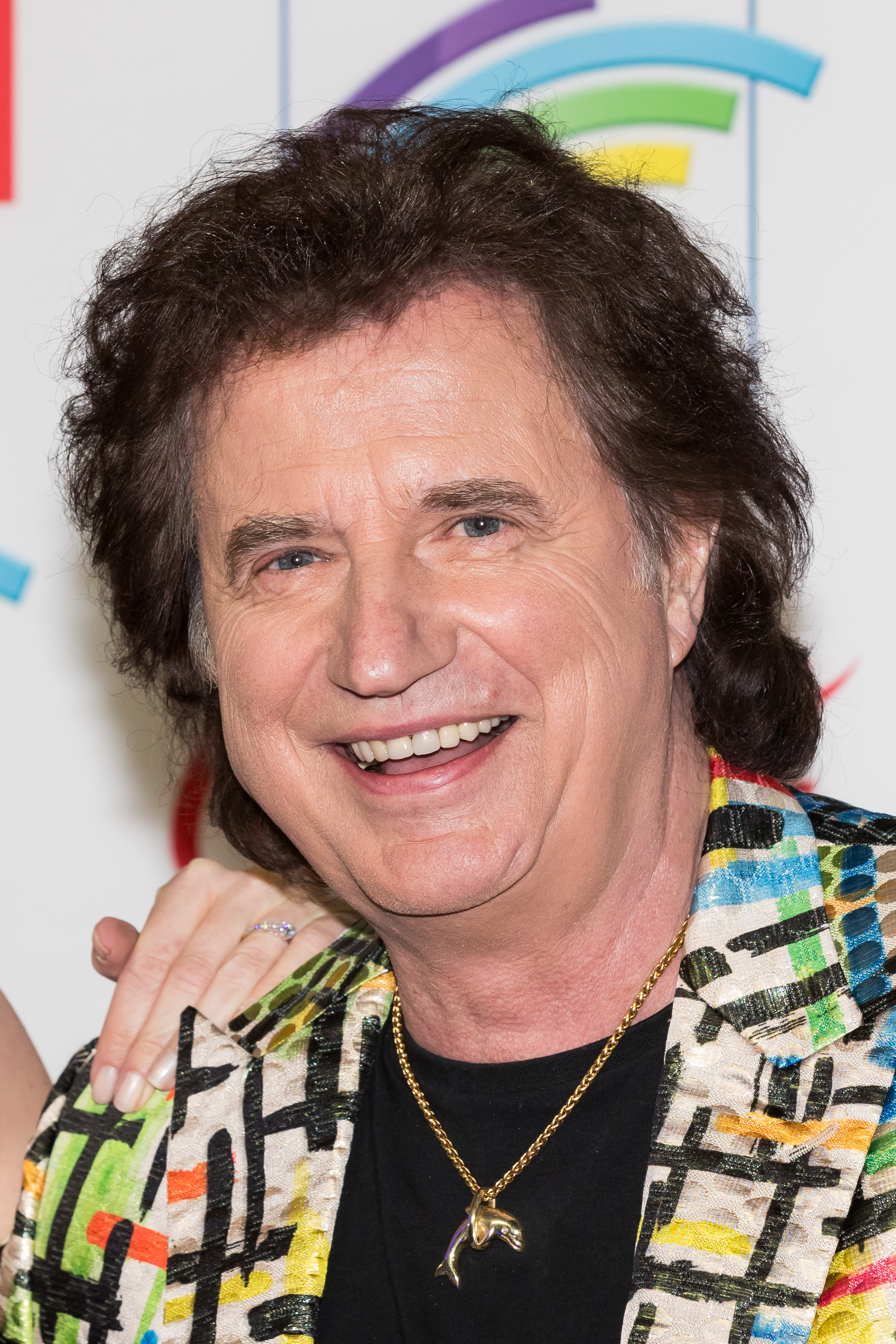
Olaf Malolepski (2018)

Olaf Heinz Malolepski (* 27. März 1946 in Magdeburg) ist ein deutscher Schlagersänger. Bekannt wurde er als Mitglied der Gruppe Die Flippers. Seit Auflösung der Flippers im April 2011 tritt er als Solokünstler auf, zunächst als Olaf, seit 2013 als Olaf der Flipper.

## Leben und Wirken

### Kindheit und Ausbildung
Olaf Malolepski wurde 1946 in Magdeburg geboren und wuchs dort zunächst im Stadtteil Neue Neustadt auf. Einige Jahre nach der Scheidung seiner Eltern übersiedelte er 1958 mit seiner Mutter nach Pforzheim. Seine Mutter arbeitete als Friseurin im Friseurstübchen in Karlsruhe. 1963 schloss Malolepski eine Ausbildung zum Werkzeugmacher ab. Später studierte er in Karlsruhe klassische Gitarre, Musikgeschichte und Harmonielehre.

### Karriere mit den Flippers
Ab 1960 trat Malolepski mit verschiedenen Bands auf. 1967 wurde er Mitglied der Dancing Show Band. 1969 benannte sich die Band in Die Flippers um; im selben Jahr gelang ihnen mit Weine nicht, kleine Eva der erste große Hit. 1970 erschien ihre erste Langspielplatte mit dem Titel Die Flippers. Ab Mitte der 1970er-Jahre wurde es ruhig um die Flippers; Malolepski arbeitete in dieser Zeit als Musiklehrer und Tennistrainer beim TC Wolfsberg Pforzheim und absolvierte Musikstudien in Karlsruhe. Von 1986 bis zu ihrer Auflösung 2011 waren die Flippers 19 Mal in den Top 10 der deutschen Albumcharts vertreten. Die Band verkaufte über 40 Millionen Tonträger.

### Karriere als Solokünstler

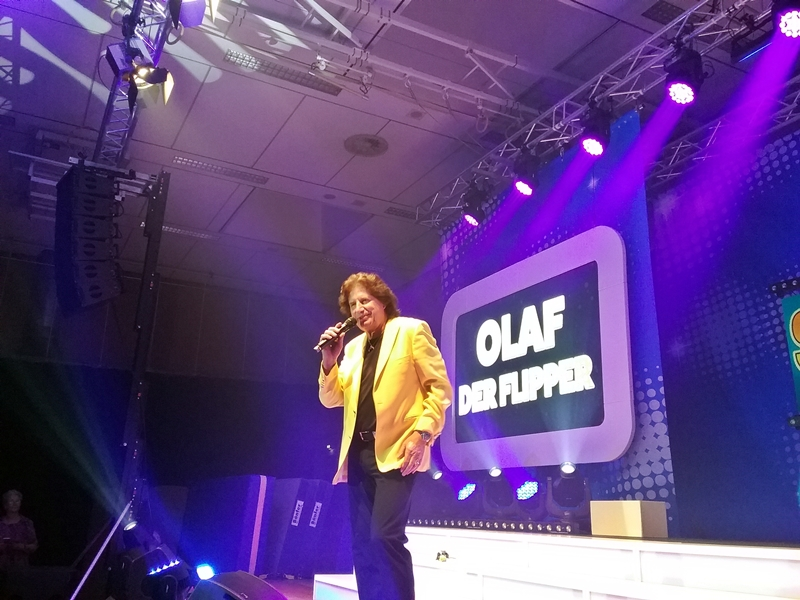
Malolepski bei der Großen Schlager-Hitparade 2017 in Erkner

1973 veröffentlichte Malolepski zwei Singles und 1974 eine Single, jeweils unter dem Pseudonym Christian Peters. 2011 begann Malolepski nach Auflösung der Flippers eine zweite Solokarriere. Es folgte seine Single Tausend rote Rosen. Seine Fernsehpremiere hatte er am 15. Oktober 2011 im Herbstfest der Abenteuer mit Florian Silbereisen. Bereits einen Tag zuvor erschien sein Solo-Debütalbum Tausend rote Rosen, das sich in den deutschen, österreichischen und Schweizer Charts platzierte. Das Album wurde mit Gold ausgezeichnet. Am 12. Oktober 2012 erschien sein zweites Album Wenn der Anker fällt. Das Album erreichte Platz 10 in Deutschland und Platz 15 in Österreich.
Im September 2013 erschien ein Weihnachtsalbum mit dem Titel Ja, ist denn heut schon Weihnachten. Im Februar 2014 erschien mit Ich mach’s wie die Sonnenuhr die erste Singleauskopplung des gleichnamigen Albums, das am 21. März 2014 veröffentlicht wurde und die deutschen, österreichischen und schweizerischen Charts erreichte. Anlässlich seines 70. Geburtstags erschien am 25. März 2016 ein neues Doppelalbum Du bist wie Champagner – Zum Jubiläum nur das Beste. Es erreichte Platz sechs der deutschen Charts und konnte sich auch in Österreich und der Schweiz platzieren. Zu diesem Album ging er im Januar und Februar 2017 auf Tournee. Im April 2017 bestätigte er den Wechsel zum Plattenlabel Telamo. Das Album Daumen hoch erschien am 11. August 2017. Es erreichte direkt Platz vier der deutschen Charts, seine bis dato erfolgreichste Chartplatzierung. Im Dezember 2018 wurde Malolepski Mitglied des Benefiz-Projektes Schlagerstars für Kinder und nahm mit der Gruppe das Lied Auf einmal (Weihnachtsschlager) neu auf. Die Aktion von Schlagerplanet Radio und den SOS Kinderdörfern sammelt mit dem Weihnachtssong Geld für Kinder in Not. Nach dem überraschenden Erfolg von Wir sagen danke schön 2022 entstand ein Hype um Olaf und die Flippers allgemein, der auch in den Folgejahren noch anhielt. So kam es  zu  Festival-Auftritten bei Rock im Park (2023) und auf dem Parookaville (2022 & 2023). Zudem gab Malolepski sein Debüt auf Mallorca im Megapark.

### Privatleben
1971 heiratete Malolepski die Schwester Uwe Erhardts, der später Mitbegründer der Gruppe Die Schäfer war. 1974 wurde sein Sohn geboren, 1982 seine Tochter, die als Sängerin unter dem Künstlernamen Pia Malo bekannt wurde. Seit Anfang der 1970er-Jahre wohnt er im Brettener Ortsteil Diedelsheim. Malolepski ist ehrenamtlicher Botschafter des Kinderhilfswerkes ICH – Inter-National Children Help.

## Diskografie

### Solokarriere
Studioalben

| Jahr | Titel Musiklabel                           | Höchstplatzierung, Gesamtwochen, AuszeichnungChartplatzierungen (Jahr, Titel, Musiklabel, Platzierungen, Wochen, Auszeichnungen, Anmerkungen) | Höchstplatzierung, Gesamtwochen, AuszeichnungChartplatzierungen (Jahr, Titel, Musiklabel, Platzierungen, Wochen, Auszeichnungen, Anmerkungen) | Höchstplatzierung, Gesamtwochen, AuszeichnungChartplatzierungen (Jahr, Titel, Musiklabel, Platzierungen, Wochen, Auszeichnungen, Anmerkungen) | Anmerkungen                                                |
| Jahr | Titel Musiklabel                           | DE | AT | CH | Anmerkungen                                                |
| ---- | ------------------------------------------ | --- | --- | --- | ---------------------------------------------------------- |
| 2011 | Tausend rote Rosen Ariola (Sony)           | DE16 Gold · (8 Wo.)DE | AT38 (3 Wo.)AT | CH68 (1 Wo.)CH | Erstveröffentlichung: 14. Oktober 2011 Verkäufe: + 100.000 |
| 2012 | Wenn der Anker fällt Ariola (Sony)         | DE10 (6 Wo.)DE | AT15 (2 Wo.)AT | — | Erstveröffentlichung: 12. Oktober 2012                     |
| 2014 | Ich mach’s wie die Sonnenuhr Ariola (Sony) | DE11 (5 Wo.)DE | AT36 (2 Wo.)AT | CH89 (1 Wo.)CH | Erstveröffentlichung: 21. März 2014                        |
| 2017 | Daumen hoch Telamo (WMG)                   | DE4 (3 Wo.)DE | AT42 (1 Wo.)AT | CH29 (2 Wo.)CH | Erstveröffentlichung: 11. August 2017                      |
| 2018 | Tausendmal ja Telamo (WMG)                 | DE2 (4 Wo.)DE | AT17 (1 Wo.)AT | CH23 (1 Wo.)CH | Erstveröffentlichung: 10. August 2018                      |
| 2020 | Fiesta Telamo (WMG)                        | DE2 (5 Wo.)DE | AT10 (1 Wo.)AT | CH9 (2 Wo.)CH | Erstveröffentlichung: 31. Juli 2020                        |
| 2021 | Liebe ist Telamo (WMG)                     | DE3 (4 Wo.)DE | AT6 (1 Wo.)AT | CH11 (1 Wo.)CH | Erstveröffentlichung: 6. August 2021                       |
| 2023 | Dankeschön Telamo (WMG)                    | DE4 (1 Wo.)DE | AT7 (1 Wo.)AT | CH28 (1 Wo.)CH | Erstveröffentlichung: 5. Mai 2023                          |

## Filmografie
- 1999: Tach, Herr Dokter! – Der Heinz-Becker-Film (Kinofilm, Gastauftritt mit den Flippers)[16]
- 2013: Advent, Advent (Deutsches Musik Fernsehen, 4 Folgen, Moderation)[17]
- 2019: Jennifer – Sehnsucht nach was Besseres: Voice of Wulmstorf (NDR, 1 Folge, als sich selbst)[18]